# Geocentrophora wagini
Geocentrophora wagini is een platworm (Platyhelminthes). De worm is tweeslachtig. De soort leeft in of nabij zoet water.
Het geslacht Geocentrophora, waarin de platworm wordt geplaatst, wordt tot de familie Prorhynchidae gerekend. De wetenschappelijke naam van de soort werd voor het eerst geldig gepubliceerd in 1984 door Timoshkin.